# 래핑 폴리스맨
래핑 폴리스맨(The Laughing Policeman)은 미국에서 제작된 스튜어트 로젠버그 감독의 1973년 범죄, 드라마, 스릴러 영화이다. 월터 매튜 등이 주연으로 출연하였고 스튜어트 로젠버그 등이 제작에 참여하였다.

## 출연

### 주연
- 월터 매튜
- 브루스 던

### 조연
- 루이스 고셋 주니어
- 앨버트 폴슨
- 안소니 저브
- 밸 에이버리
- 캐시 리 크로스비

## 제작진
- 배역: 조이스 셀즈닉